# Prolgu
Prolgu es una montaña de ficción creado por el escritor de fantasía épica David Eddings y que aparece en sus obras de las Crónicas de Belgarath.
Es una montaña en el territorio de Ulgoland, la más alta de todo el reino.  
Es la montaña en la que Gorim tuvo la revelación del dios UL y le acogió a él y a los monstruos y deformaciones de la vida como pueblo suyo.  
A causa de esto, el Gorim la llamó Prolgu, que significa lugar sagrado.
Tiene numerosas cavernas que llevan a la ciudad de los ulgos y en ella pueden habitar numerosas bestias, hijas de UL.
Por aquí pasaron Belgarath y sus amigos cuando buscaban el Orbe de Aldur y otra vez cuando fueron a ver al Gorim por la desaparición del hijo de Ce´Nedra
- Datos: Q6087783